# Grande Île de Estrasburgo
A Grande Île de Estrasburgo (em português:A Grande Ilha) é uma ilha do rio Ill que faz parte do centro histórico de Estrasburgo, França. Foi declarada Património Mundial em 1988. Na época da inscrição na UNESCO, a Grande Île foi descrita pelo ICOMOS como "Um bairro antigo que exemplifica o contexto de cidades medievais".
Além da Catedral de Estrasburgo, a Grande Île abriga as outras 4 igrejas mais antigas: Igreja de São Tomás, Saint Pierre-le-Vieux, Saint Pierre-le-Jeune e Saint Étienne.
Em comemoração à adição da ilha no Patrimônio da Humanidade, foram assentadas 22 placas de bronze sobre as pontes que dão acesso à ilha. A Ilha é comumente referida como ellipse insulaire (Ilha Eclipse) por causa de seu formato.

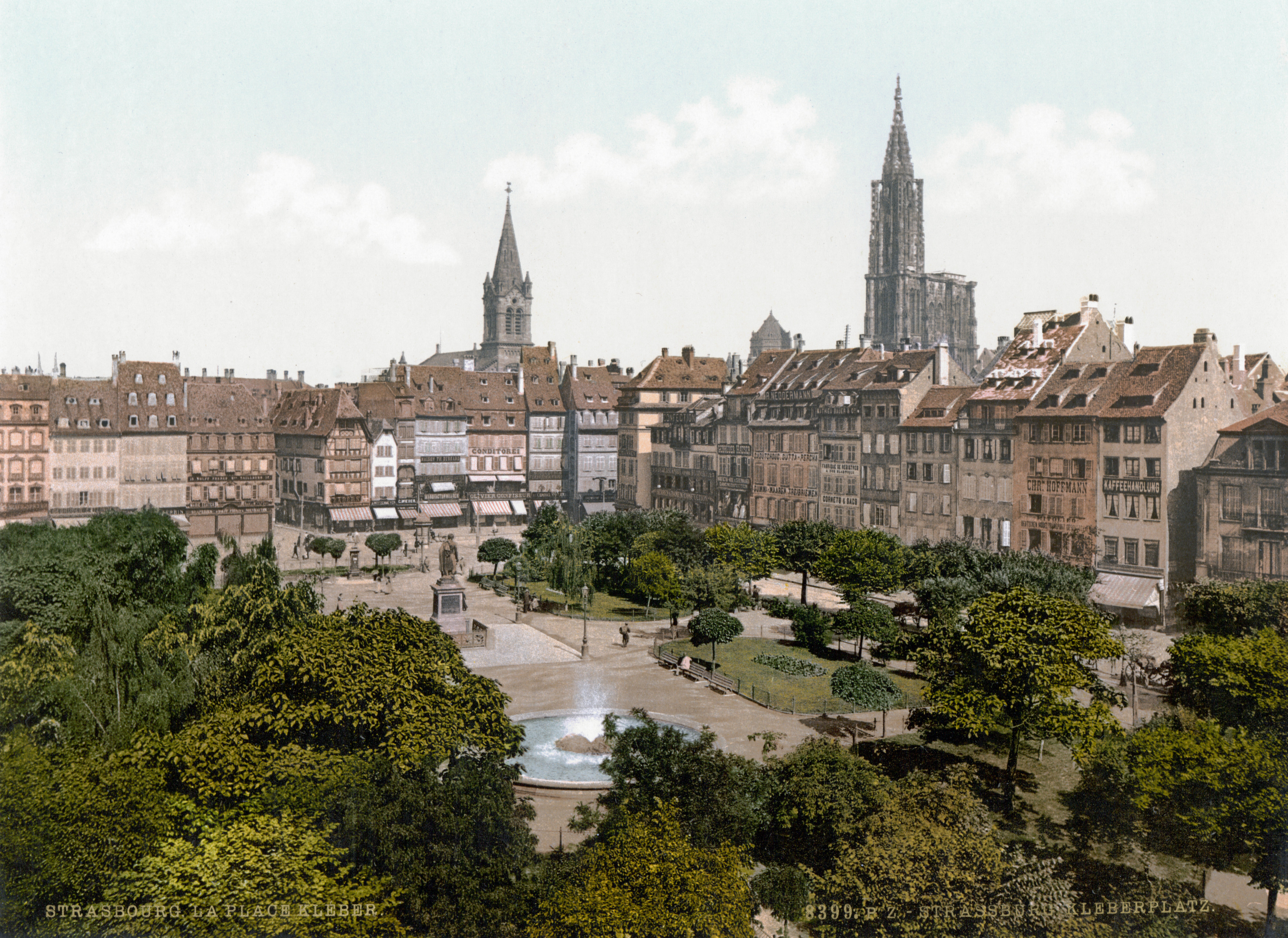
Plce Kleber na Grande Île.